# Episodi di Oltre i limiti (settima stagione)
La settima e ultima stagione della serie televisiva Oltre i limiti è stata trasmessa in anteprima negli Stati Uniti d'America da Showtime tra il 16 marzo 2001 e il 18 gennaio 2002.
| nº | Titolo originale      | Titolo italiano | Prima TV USA      | Prima TV Italia |
| -- | --------------------- | --------------- | ----------------- | --------------- |
| 1  | Family Values         |                 | 16 marzo 2001     |                 |
| 2  | Patient Zero          |                 | 23 marzo 2001     |                 |
| 3  | A New Life            |                 | 30 marzo 2001     |                 |
| 4  | The Surrogate         |                 | 6 aprile 2001     |                 |
| 5  | The Vessel            |                 | 13 aprile 2001    |                 |
| 6  | Mona Lisa             |                 | 20 aprile 2001    |                 |
| 7  | Replica               |                 | 27 aprile 2001    |                 |
| 8  | Think Like a Dinosaur |                 | 15 giugno 2001    |                 |
| 9  | Alien Shop            |                 | 22 giugno 2001    |                 |
| 10 | Worlds Within         |                 | 29 giugno 2001    |                 |
| 11 | In the Blood          |                 | 6 luglio 2001     |                 |
| 12 | Flower Child          |                 | 21 luglio 2001    |                 |
| 13 | Free Spirit           |                 | 28 luglio 2001    |                 |
| 14 | Mindreacher           |                 | 4 agosto 2001     |                 |
| 15 | Time to Time          |                 | 11 agosto 2001    |                 |
| 16 | Abduction             |                 | 18 agosto 2001    |                 |
| 17 | Rule of Law           |                 | 25 agosto 2001    |                 |
| 18 | Lion's Den            |                 | 8 settembre 2001  |                 |
| 19 | The Tipping Point     |                 | 15 settembre 2001 |                 |
| 20 | Dark Child            |                 | 4 gennaio 2002    |                 |
| 21 | The Human Factor      |                 | 11 gennaio 2002   |                 |
| 22 | Human Trials          |                 | 18 gennaio 2002   |                 |